# Lonchodes beecheyi
Lonchodes beecheyi är en insektsart som först beskrevs av Gray, G.R. 1835.  Lonchodes beecheyi ingår i släktet Lonchodes och familjen Phasmatidae. Inga underarter finns listade i Catalogue of Life.